# Ampelisca hupferi
Ampelisca hupferi är en kräftdjursart. Ampelisca hupferi ingår i släktet Ampelisca och familjen Ampeliscidae. Inga underarter finns listade i Catalogue of Life.